# カルル・ヴェルネ
カルル・ヴェルネ（Carle Vernet、本名 Antoine Charles Horace Vernet、1758年8月14日 - 1836年11月17日）は、フランス革命の時代のフランスの画家、版画家である。

## 略歴
ボルドーで生まれた。父親のクロード・ジョセフ・ヴェルネは有名な風景画家である。幼い頃に馬の絵を描くことに強い興味を示したとされるが、父親や歴史画を描くニコラ・ベルナール・レピシエから歴史画や風景画の訓練を受けた。1782年にローマ賞を受賞したが、絵を描くことに熱心でなくなり、修道院に入ることを防ぐために、留学先のローマからパリに呼び戻された。1788年にパリのエコール・デ・ボザールのメンバーとなった。有名な版画家のモロー(Jean-Michel Moreau)の娘と結婚し、息子のオラース・ヴェルネは後に戦場の場面を描いた作品で知られる画家になった。
フランス革命が始まると、保守的な立場であり、妹で、有名な建築家と結婚したマルグリット・エミリー・シャルグラン(Marguerite Émilie Chalgrin)がフランス共和国の財産を盗んだ罪で1794年に起訴され、革命政府に影響力のあった画家、ジャック＝ルイ・ダヴィッドに助力を求めたが、助命はかなわず、死刑になる経験をした。
戦場の場面を描くようになり、1799年に第一執政となったナポレオンが指揮した、1800年のマレンゴの戦いに従軍し、ナポレオンに知られるようになり、1808年のサロン・ド・パリに来場したナポレオンから作品を称賛され、レジオンドヌール勲章（シュバリエ）を受勲した 。

## 作品

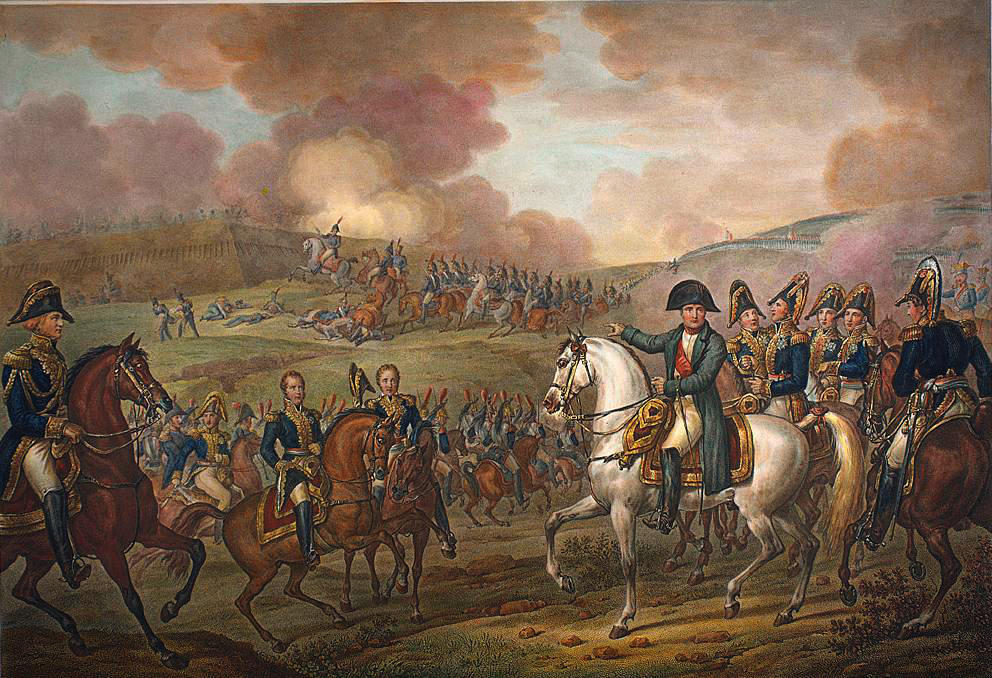
モスクワの戦いのナポレオン
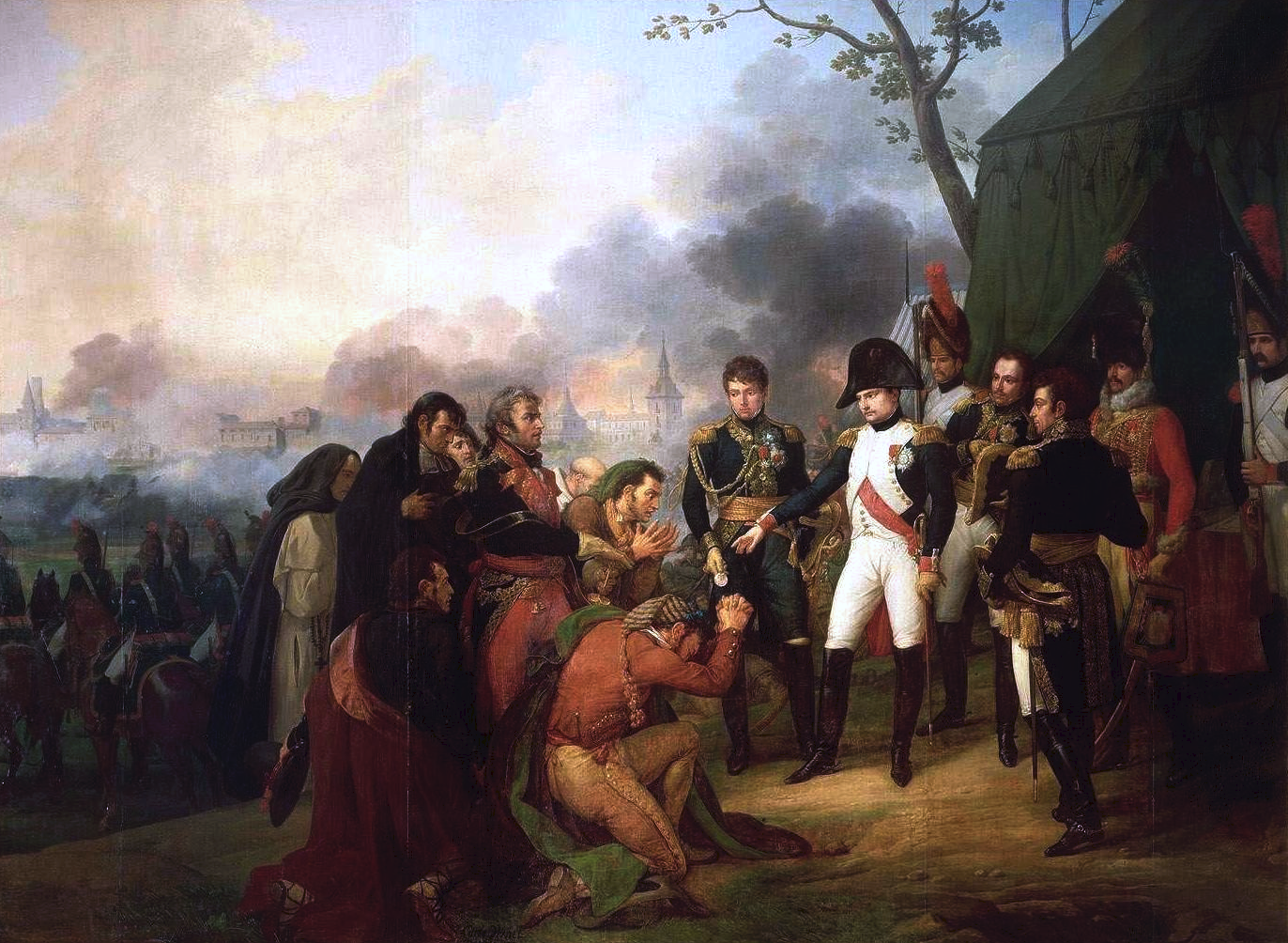
1808年マドリードのナポレオン (1810)
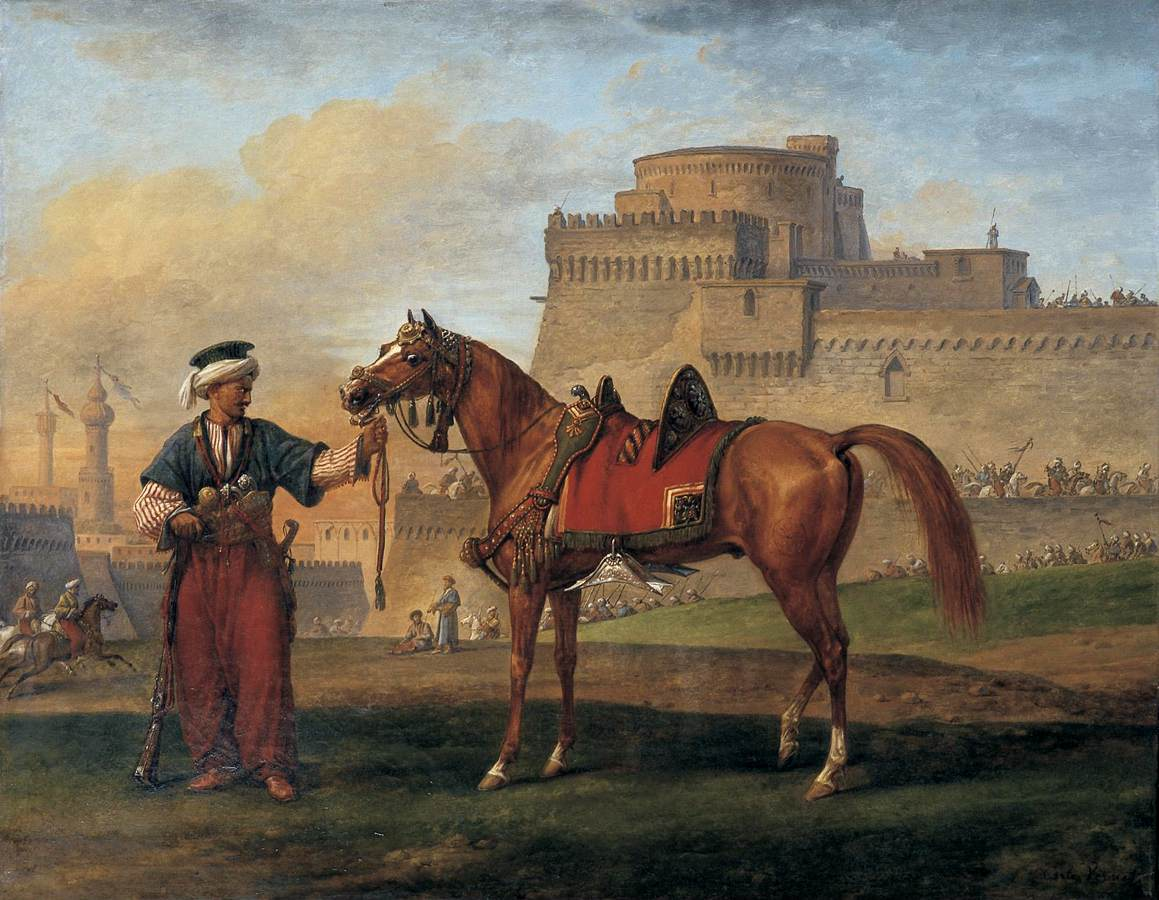
馬をひくマムルーク